# Livello di significatività
Il livello di significatività di un test è dato solitamente da una verifica del test d'ipotesi. Nel caso più semplice è definita come la probabilità di accettare o rigettare l'ipotesi nulla. La decisione viene spesso fatta usando il valore p: se il valore p (p-value) è minore del livello di significatività, allora l'ipotesi nulla è rifiutata. Più basso è il valore p, più significante è il risultato.
In casi più complessi, ma comunque molto importanti a livello pratico, 
il livello di significatività di un test
è una probabilità p tale che la probabilità di prendere la decisione di rigettare l'ipotesi nulla
quando questa è invece vera non sia maggiore di p.
Questo permette di usare procedure dove la probabilità di rigettare erroneamente l'ipotesi nulla
può essere inferiore a quella indicata, la quale viene determinata dall'insieme di requisiti per l'applicabilità di un test.